# 16105 Марксаундрес
16105 Марксаундрес (16105 Marksaunders) — астероїд головного поясу, відкритий 14 листопада 1999 року.
Тіссеранів параметр щодо Юпітера — 3,195.